# Lespesia marginalis
Lespesia marginalis là một loài ruồi trong họ Tachinidae.